# Horae Societatis Entomologicae Rossicae
Horae Societatis Entomologicae Rossicae ist der Titel einer entomologischen wissenschaftlichen Zeitschrift der Russischen Entomologischen Gesellschaft (russisch Русское энтомологическое общество, Russkoye entomologicheskoye obshchestvo) in Sankt Petersburg, die mit Unterbrechungen unter diesem Haupt- oder Nebentitel zwischen 1861 und 1932 erschien.
Die Zeitschriften der russischen entomologischen Gesellschaft haben eine lange und komplexe Editionsgeschichte. Der erste Band erschien 1861, drei Jahre nach Gründung der Gesellschaft. Die ersten beiden Bände erschienen unter den beiden parallelen Titeln russisch Труды Русского энтомологического общества, Trudy Russkogo Entomologiceskogo Obscestva, Verhandlungen der russischen entomologischen Gesellschaft und lateinisch Horae Societatis Entomologicae Rossicae, variis sermonibus in Rossia usitatis editae, Verhandlungen der russischen entomologischen Gesellschaft, in den verschiedenen in Russland gebräuchlichen Sprachen.
Beginnend mit Band 3 (1865) wurden die Trudy und die Horae als zwei getrennte Zeitschriften herausgegeben, deren Bandzählung jeweils mit Band 3 begann, so dass die beiden zuvor erschienenen Bände für jede der beiden Serien als Band 1 und 2 galten. Die Trudy umfasste nun die Beiträge in russischer Sprache, während die Horae Beiträge in deutscher, französischer und lateinischer Sprache beinhalteten.
Nachdem 11 Bände der Trudy und 14 Bände der Horae getrennt erschienen waren, wurden die beiden Zeitschriften 1883 wieder zusammengelegt; die Bandzählung setzt sich mit Band 17 (1882) fort, der wieder mit den beiden parallelen Titeln wie anfangs erschien. Im Durchschnitt erschien alle zwei bis drei Jahre ein Band. Nachdem um 1910 die neue Zeitschrift Русское энтомологическое обозрение, Russkoje entomologitscheskoje Obosrenie (Russian Entomological Review) kürzere Artikel aufnahm, begannen die Trudy mit dem Abdruck größerer Arbeiten, von denen jede einen neuen Band ergab. Nach dem Ersten Weltkrieg, der Oktoberrevolution und den anschließenden Umbrüchen wurde die Zeitschrift ab 1917 für mehrere Jahre unterbrochen; es erschien dann Band 42 (1932) für den Berichtszeitraum 1915 bis 1932. Anschließend änderte die Gesellschaft ihren Namen und auch die Zeitschrift erschien unter dem neuen Namen Труды Всесоюзного энтомологического общества, Trudy Vsesoi͡uznogo ėntomologicheskogo obshchestva, Proceedings of the All-Union Entomological Society. Danach wurde die Herausgabe der Zeitschrift erneut für mehrere Jahre unterbrochen; es erschien erst wieder Band 43 (1951) und dann jährlich weitere Bände bis Band 70 (1988).
Nach dem Zerfall der Sowjetunion erhielten sowohl die Gesellschaft als auch die Zeitschrift wieder ihre alten Namen. Es erschienen Band 71 (2000) der Trudy und weitere Bände.